# 三塘镇 (湘阴县)
三塘镇，中华人民共和国湖南省岳阳市湘阴县下属的一个镇，位于湘阴县东北部。以境内三塘桥而得名。

## 建制沿革
- 1958年，属屈原农场；
- 1961年，设三塘公社；
- 1984年，改称三塘乡；
- 2001年，改置三塘镇。

## 行政区划
三塘镇下辖1个居委会与14个行政村：
- 拦河坝居委会
- 长坪村、合华村、千秋村、谢坪村、苏仑村、金塘村、白雪村、新兴村、来龙村、高仑村、岳云村、军民村、吴公村、蒙古新村